# Phong trào Ô dù
Phong trào Ô dù (tiếng Trung: 雨傘運動)  là một phong trào chính trị nổi lên trong các cuộc biểu tình dân chủ ở Hồng Kông năm 2014. Tên của nó phát sinh từ việc sử dụng ô dù như một công cụ chống lại một cách thụ động đối với việc sử dụng bình xịt hơi cay của Cảnh sát Hồng Kông để giải tán đám đông trong một cuộc chiếm đóng thành phố 79 ngày nhằm đòi hỏi bầu cử minh bạch hơn, được đưa ra bởi quyết định Ủy ban Thường vụ Quốc hội Nhân dân Quốc gia (NPCSC) ngày 31 tháng 8 năm 2014 đã quy định sàng lọc trước các ứng cử viên cho cuộc bầu cử năm 2017 của Đặc khu trưởng Hồng Kông.
Phong trào bao gồm các cá nhân lên tới hàng chục ngàn người tham gia các cuộc biểu tình bắt đầu vào ngày 26 tháng 9 năm 2014, mặc dù Học dân tư triều, Liên đoàn sinh viên Hồng Kông, Chiếm lĩnh Trung Hoàn (OCLP) là những nhóm chủ yếu thúc đẩy các yêu cầu đối với hủy bỏ quyết định của NPCSC. Kể từ khi bắt đầu cuộc biểu tình năm 2014, các nhà hoạt động phong trào đã phàn nàn về sự quấy rối từ các đối thủ chính trị "đáng báo động tương tự như cách các nhà hoạt động Trung Quốc đại lục và gia đình của họ đã bị nhắm mục tiêu"  và đã bị truy tố và bỏ tù vì tham gia vào các hành động phản kháng.

## Tên gọi
Cái tên 'Cách mạng Ô dù' được Adam Cotton đặt ra trên Twitter vào ngày 26 tháng 9 năm 2014, liên quan đến những chiếc ô dùng để phòng chống xịt hơi cay của cảnh sát, và nhanh chóng được chấp nhận rộng rãi sau khi xuất hiện trong một bài báo trên The Independent ngày 28 tháng 9 mô tả việc dùng lựu đạn cay chống lại người biểu tình ngày hôm đó. Tên này sau đó đã bị một số thành viên nổi tiếng và những người ủng hộ chiến dịch Chiếm lĩnh Trung Hoàn từ chối, vì sợ rằng phong trào này sẽ bị nhầm lẫn là bạo lực lật đổ chính quyền. Họ nhấn mạnh rằng phong trào này không phải là một cuộc cách mạng màu mà là do nhu cầu để các cuộc bầu cử tự do và công bằng, và đề xuất cái tên 'Phong trào Ô dù' như một cụm từ thay thế.
Vì không có sự lãnh đạo rõ ràng hoặc tổ chức chính thức cho phong trào, cả hai tên đã được sử dụng bởi những người tham gia theo thời gian. Những người thúc đẩy nhiều hơn là chỉ phản đối một cách hòa bình, chẳng hạn như các thành viên của Civic Passion, không thích sử dụng tên "Phong trào Ô dù". 